# グリムセイ空港
グリムセイ空港（ぐりむせいくうこう、アイスランド語: Grímseyjarflugvöllur）は、アイスランド本土から北へ約40kmの北極海上のグリムセイ島にある空港。

## 就航航空会社と就航都市
| 航空会社       | 就航地       |
| -------------- | ------------ |
| ノーランドエア | アークレイリ |